# Christian Leßmann
Christian Leßmann (* 19. November 1977) ist ein deutscher Wirtschaftswissenschaftler mit den Forschungsschwerpunkten Entwicklungsökonomik und Regionalökonomik. Er ist Inhaber des Lehrstuhls für Volkswirtschaftslehre, insbesondere Internationale Wirtschaftsbeziehungen an der Technischen Universität Dresden. Neben seiner Haupttätigkeit ist er Forschungsprofessor am ifo Institut – Leibniz-Institut für Wirtschaftsforschung an der Universität München e.V. – und CESifo Research Network Fellow.

## Leben
Christian Leßmann studierte von 1998 bis 2004 Wirtschaftswissenschaften an der Leibniz Universität Hannover. Im Anschluss arbeitete er von 2004 bis 2007 als wissenschaftlicher Mitarbeiter am ifo Institut Niederlassung Dresden. Von 2007 bis 2013 forschte er am Lehrstuhl für Finanzwissenschaft an der Technischen Universität Dresden, an der er 2010 promovierte und 2014 habilitierte. Von 2013 bis 2014 war er Professor für Volkswirtschaftslehre an der Friedrich-Alexander Universität Erlangen-Nürnberg. Im Jahr 2014 bekam Leßmann einen Ruf an die Technische Universität Braunschweig und übernahm die Leitung des Instituts für Volkswirtschaftslehre. Von 2017 bis 2020 war er Sprecher des Department Wirtschaftswissenschaften. Christian Leßmann ist Mitglied im Regionalökonomischen Ausschusses des Vereines für Socialpolitik sowie im Ausschuss für Entwicklungsökonomik. Seit 2020 ist Leßmann Professor an der TU Dresden.

## Forschung
Gemäß dem Handelsblatt „VWL-Rankings 2017 – Forscher unter 40“ gehört Christian Leßmann auf Platz 61 zu den Top 100 forschungsstärksten Ökonomen im deutschsprachigen Raum.
Er beschäftigt sich weitestgehend mit der Untersuchung regionaler Ungleichheiten, wirtschaftlicher Konvergenz von Staaten und ihren Determinanten. Auch die Analyse des Einflusses von Föderalstrukturen sowie ungleicher Ressourcenaufteilung auf die Entwicklung von Volkswirtschaften und national-internen Spannungen (wie zum Beispiel Bürgerkriege) stehen auf seiner Agenda.
Aktuell erfolgt die Forschung obiger Fragestellungen im Rahmen eines DFG-Projektes auf Basis von Satelliten-Nachtlichtaufnahmen in Kooperation mit der Leibniz-Universität Hannover und der Universität Hamburg.

## Auszeichnungen und Preise (Auswahl)
- 2009 Peggy-und-Richard-Musgrave-Preis des International Institute of Public Finance für das Papier „Aid, Growth and Devolution“ zusammen mit Gunther Markwardt
- 2011 Dr. Feldbausch Förderpreis für abgeschlossene herausragende Dissertationen an der Fakultät Wirtschaftswissenschaften der TU Dresden
- 2011 Georg-Helm-Preis der TU Dresden
- 2012 Wolfgang Ritter Preis der Wolfgang-Ritter-Stiftung

## Schriften (Auswahl)
- Regional Inequality, Convergence, and its Determinants – A View from Outer Space. In: European Economic Review. Band 92, 2017, S. 110–132 .
- Spatial Inequality and Development – Is there an inverted U Relationship? In: Journal of Development Economics. Band 106, 2014, S. 35–51.
- Interregional Redistribution and Mobility in Federations: A Positive Approach. In: Review of Economic Studies. Band 78, Nr. 4, 2011, S. 1345–1378.